# Il mio tempo (Massimo Di Cataldo)
Il mio tempo è la prima raccolta di successi del cantante italiano Massimo Di Cataldo, pubblicata nel 2001.
Il brano omonimo e Un giorno vorrei... sono due inediti.

## Tracce
1. Il mio tempo
2. Che sarà di me
3. Soli
4. Liberi come il sole
5. Una ragione di più (con Eros Ramazzotti)
6. Fine corsa (con Renato Zero)
7. Se adesso te ne vai
8. Con il cuore (Precious Moments)
9. Anime (Rou) (con Youssou N'Dour)
10. Camminando
11. Cosa rimane di noi
12. Senza di te
13. Come sei bella
14. Non ci perderemo mai
15. Ragazza
16. Un giorno vorrei...

## Classifiche
| Classifica (2001) | Posizione massima |
| ----------------- | ----------------- |
| Italia            | 34                |